# Matronae Ratheihiae
Die Matronae Ratheihiae sind Matronen, die einzig bezeugt sind durch eine Inschrift eines verlorenen Votivsteins aus Euskirchen aus der Römischen Kaiserzeit und der Kernzeit der rheinischen Matronenverehrung des 2. bis 3. Jahrhunderts.

„Matronis Ratheihis / Verecundini[u]s Super / l(ibens) m(erito)“

Der Votivstein wurde 1663 in Euskirchen neben zwei weiteren Votivsteinen gefunden, die den Matronen Caiminehis gewidmet sind. und Gratichehis. Alle drei Steine sind in der Zeit nach der Auffindung verschollen. Hermann Crombach hat den Fund in seiner „Geschichte der Stadt Köln und Umland“ verzeichnet.
Das Erstglied des Beinamens wird durch Helmut Birkhan, in Abkehr zu Gutenbrunners Erklärungen, zu germanisch *raða = „Rad“ gestellt. In der funktionalen Deutung dieser Matronen wird ein keltischer Einfluss auf die germanische Namensgebung gesehen, ausgehend von der Entlehnung von religiösen Vorstellungen zum Rad als Symbol für das allgemeine Schicksal der Menschen (Schicksalsrad), die originär bei den germanischen Kulturen fehlen. Des Weiteren wird ein römischer Einfluss in Betracht gezogen durch deren Glauben an die Parzen als mögliche Ausgangsform bei einigen Erscheinungen der konkreten rheinischen Matronenverehrung. Birkhan deutet die Ratheihiae daher als Schicksalsgöttinnen.
Anders deutet Günter Neumann den Beinamen als mögliche Ableitung von einem Flussnamen. Mit Gutenbrunner stellt er zu germanisch *raþa- = „schnell“ (gotisch *raþs aus raþizo, althochdeutsch rado, mittelniederdeutsch rat, ebenfalls in neuhochdeutsch gerade). Er vergleicht die überlieferte Form des Namens der Rappbode aus dem Jahr 1209 als Ratbode = „die schnelle Bode“.
Theo Vennemann verwirft Birkhans Deutungen als „appellativischen Phantasienamen“ bezogen auf seine strikte Methode, die Beinamen als germanisierte Formen auf Basis gallorömischer hydronimischer (gewässerbezogener) Ortsnamen zu rekonstruieren. Sein Ortsnamenkonstrukt Raþiacum findet sich nicht im antiken und nachantiken (bis heute) regionalen Ortsnamenbefund. Allenfalls sieht er Rehder passend zur Wurzel des Matronenbeinamens.